# Plešivec (Slowakei)
Plešivec, ungarisch Pelsőc (deutsch Pleissnitz – älter auch Pleschnitz) ist eine Gemeinde in der Ostslowakei mit 2160 Einwohnern (Stand 31. Dezember 2024). 

## Geographie

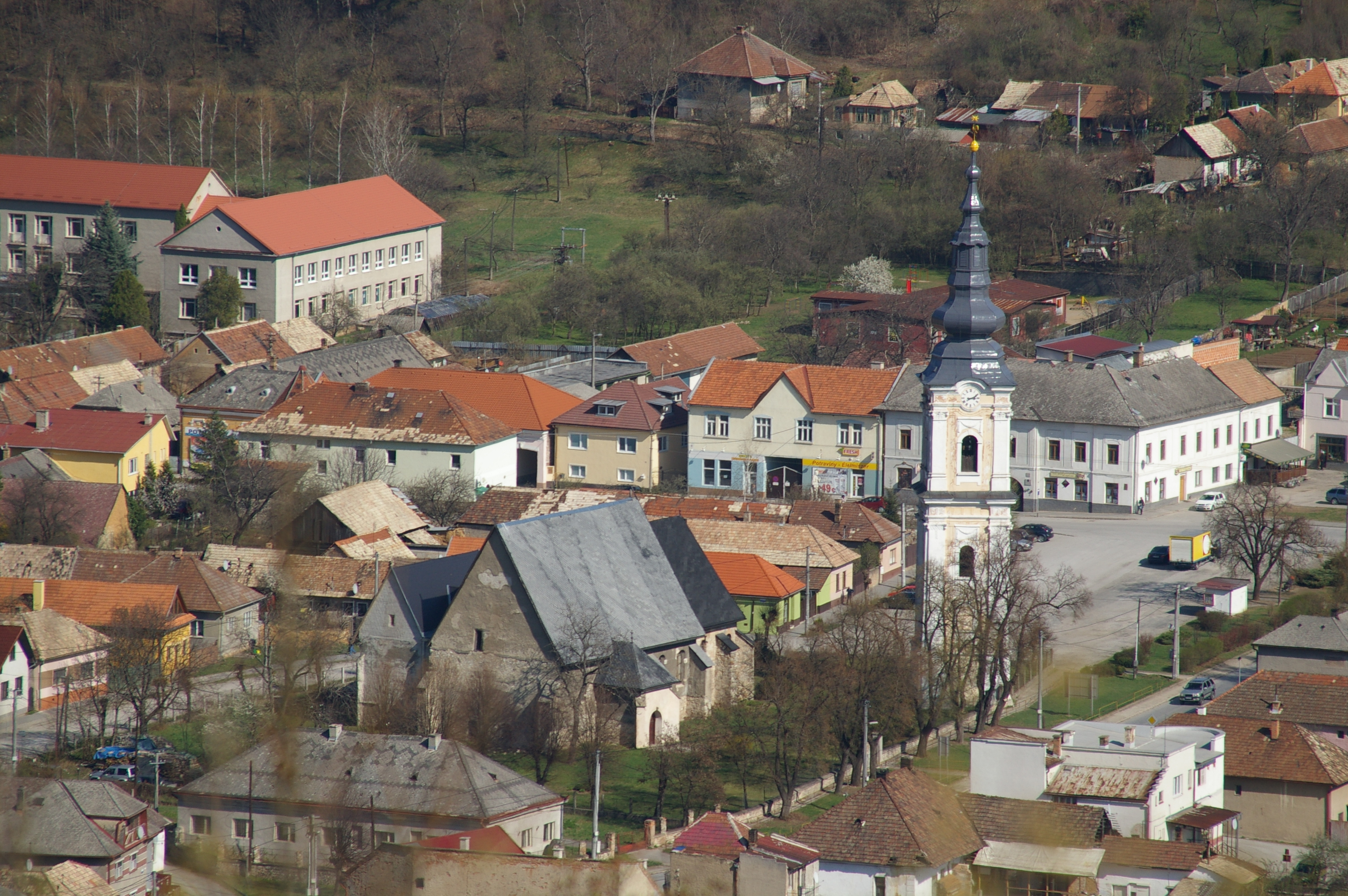
Blick auf das Zentrum von Plešivec

Die Gemeinde liegt im Tal des Flusses Slaná bei ihrem Zusammenfluss mit dem Flüsschen Štítnik am Fuße des Slowakischen Karstes, 17 km von Rožňava und 44 km von Rimavská Sobota entfernt. Teilweise befinden sich im Katastralgebiet drei Hochplateaus: Koniar, Plešivská planina und Silická planina.

## Geschichte
Der Ort wurde 1243 erstmals schriftlich als Plesouch erwähnt. 1328 erhielt sie das Stadtrecht, 1558 wurde sie von den Türken besetzt. Sie ist einer der historischen Verwaltungssitze des Komitats Gemer (18. und teilweise 19. Jahrhundert) und war somit bis 1918 im erwähnten Komitat ein Teil des Königreich Ungarn. Danach kam sie zur neu entstandenen Tschechoslowakei, musste jedoch auf Grund des Ersten Wiener Schiedsspruchs 1938 bis 1945 an Ungarn abgetreten werden. 1898 wurde durch Samuel Blum eine psychiatrische Anstalt gegründet. Diese Anstalt wurde unter seinem Sohn Rudolf Blum und seiner Frau Flora und später von Jan Horak und von Flóra Blumová-Horáková (Heirat nach dem Tod des ersten Ehemannes) ausgebaut, die Klinik existiert bis heute.

## Bevölkerung
| Jahr                | 1994 | 2004    | 2014    | 2024    |
| ------------------- | ---- | ------- | ------- | ------- |
| Anzahl der Personen | 2373 | 2417    | 2313    | 2160    |
| Unterschied         |      | +1,85 % | −4,30 % | −6,61 % |

| Jahr                | 2023 | 2024    |
| ------------------- | ---- | ------- |
| Anzahl der Personen | 2178 | 2160    |
| Unterschied         |      | −0,82 % |

Ergebnisse nach der Volkszählung 2001 (2477 Einwohner):
| Nach Ethnie: - 49,20 % Magyaren - 43,97 % Slowaken - 4,78 % Zigeuner - 0,57 % Tschechen | Nach Religion: - 31,92 % römisch-katholisch - 28,20 % konfessionslos - 7,97 % evangelisch - 2,29 % keine Angabe |

## Verkehr
Der Ort besitzt einen Bahnhof an der Bahnstrecke Zvolen–Košice. Die Lokalstrecken nach Muráň und Slavošovce zweigen beim Ort ab. Die Hauptstraße 16 (Zvolen–Rožňava–Košice) verläuft am Ort vorbei.